# Seznam dílů seriálu Nezvěstná
Toto je seznam dílů seriálu Nezvěstná.

## Přehled řad
| Řada | Díly | Premiéra v USA    | Premiéra v USA     | Premiéra v ČR  | Premiéra v ČR     |
| Řada | Díly | První díl         | Poslední díl       | První díl      | Poslední díl      |
| ---- | ---- | ----------------- | ------------------ | -------------- | ----------------- |
| 1    | 10   | 25. září 2017     | 20. listopadu 2017 | 11. října 2017 | 13. prosince 2017 |
| 2    | 10   | 26. března 2019   | 28. května 2019    | 3. dubna 2019  | 5. června 2019    |
| 3    | 10   | 17. července 2020 | 17. července 2020  | 28. srpna 2020 | 6. listopadu 2020 |

## Seznam dílů

### První řada (2017)
| Č. v seriálu | Č. v řadě | Původní název     | Český název | Režie       | Scénář                                                          | Premiéra v USA     | Premiéra v ČR      |
| ------------ | --------- | ----------------- | ----------- | ----------- | --------------------------------------------------------------- | ------------------ | ------------------ |
| 1            | 1         | Comeback          |             | Oded Ruskin | Gaia Violo                                                      | 25. září 2017      | 11. října 2017     |
| 2            | 2         | Reset             |             | Oded Ruskin | Matthew Cirulnick                                               | 25. září 2017      | 18. října 2017     |
| 3            | 3         | The Emily Show    |             | Oded Ruskin | Elaina Perpelitt                                                | 2. října 2017      | 25. října 2017     |
| 4            | 4         | Me You Him Me     |             | Oded Ruskin | Antoinette Stella                                               | 9. října 2017      | 1. listopadu 2017  |
| 5            | 5         | Dig               |             | Oded Ruskin | Kate Powers                                                     | 16. října 2017     | 8. listopadu 2017  |
| 6            | 6         | Nobody's Innocent |             | Oded Ruskin | Matthew Cirulnick                                               | 23. října 2017     | 15. listopadu 2017 |
| 7            | 7         | A & B             |             | Oded Ruskin | Antoinette Stella                                               | 30. října 2017     | 22. listopadu 2017 |
| 8            | 8         | Brave Boy         |             | Oded Ruskin | Elaina Perpelitt                                                | 6. listopadu 2017  | 29. listopadu 2017 |
| 9            | 9         | Child's Play      |             | Oded Ruskin | Kate Powers                                                     | 13. listopadu 2017 | 6. prosince 2017   |
| 10           | 10        | Original Sin      |             | Oded Ruskin | námět: Matthew Cirulnick a Gaia Violo scénář: Matthew Cirulnick | 20. listopadu 2017 | 13. prosince 2017  |

### Druhá řada (2019)
| Č. v seriálu | Č. v řadě | Původní název | Český název | Režie          | Scénář                 | Premiéra v USA  | Premiéra v ČR   |
| ------------ | --------- | ------------- | ----------- | -------------- | ---------------------- | --------------- | --------------- |
| 11           | 1         | Casualties    |             | Oded Ruskin    | Samantha Corbin-Miller | 26. března 2019 | 3. dubna 2019   |
| 12           | 2         | Madness       |             | Oded Ruskin    | Brendan Kelly          | 2. dubna 2019   | 10. dubna 2019  |
| 13           | 3         | Guilty        |             | Oded Ruskin    | Logan Slakter          | 9. dubna 2019   | 17. dubna 2019  |
| 14           | 4         | Offenders     |             | Oded Ruskin    | Milla Bell-Hart        | 16. dubna 2019  | 24. dubna 2019  |
| 15           | 5         | Bolo          |             | Adam Sanderson | Julia Cooperman        | 23. dubna 2019  | 1. května 2019  |
| 16           | 6         | Cover         |             | Adam Sanderson | Samantha Corbin-Miller | 30. dubna 2019  | 8. května 2019  |
| 17           | 7         | Boom          |             | Adam Sanderson | Brendan Kelly          | 7. května 2019  | 15. května 2019 |
| 18           | 8         | Aggression    |             | Kasia Adamik   | Logan Slakter          | 14. května 2019 | 22. května 2019 |
| 19           | 9         | Committed     |             | Kasia Adamik   | Milla Bell-Hart        | 21. května 2019 | 29. května 2019 |
| 20           | 10        | Accomplice    |             | Kasia Adamik   | Julia Cooperman        | 28. května 2019 | 5. června 2019  |

### Třetí řada (2020)
| Č. v seriálu | Č. v řadě | Původní název       | Český název | Režie         | Scénář                           | Premiéra na Prime Videu | Premiéra v ČR     |
| ------------ | --------- | ------------------- | ----------- | ------------- | -------------------------------- | ----------------------- | ----------------- |
| 21           | 1         | Tabula Rasa         |             | Kasia Adamik  | Will Pascoe                      | 17. července 2020       | 28. srpna 2020    |
| 22           | 2         | Capta Est           |             | Kasia Adamik  | Karen Wyscarver a Sanford Golden | 17. července 2020       | 4. září 2020      |
| 23           | 3         | Nosce Inimicum      |             | Kasia Adamik  | Katrina Cabrera Ortega           | 17. července 2020       | 11. září 2020     |
| 24           | 4         | Alea Iacta Est      |             | Kasia Adamik  | Kristy Lowrey                    | 17. července 2020       | 18. září 2020     |
| 25           | 5         | Quid Pro Quo        |             | Kasia Adamik  | Joanne Kelly                     | 17. července 2020       | 25. září 2020     |
| 26           | 6         | In Quo Ego Vado Vos |             | Kasia Adamik  | Katrina Cabrera Ortega           | 17. července 2020       | 2. října 2020     |
| 27           | 7         | Liberavit           |             | Greg Zglinski | Karen Wyscarver a Sanford Golden | 17. července 2020       | 9. října 2020     |
| 28           | 8         | Veritas Aequitas    |             | Greg Zglinski | Will Pascoe                      | 17. července 2020       | 16. října 2020    |
| 29           | 9         | Tenebris            |             | Greg Zglinski | Kristy Lowrey                    | 17. července 2020       | 30. října 2020    |
| 30           | 10        | Iterum Nata         |             | Greg Zglinski | Joanne Kelly a Will Pascoe       | 17. července 2020       | 6. listopadu 2020 |